# Yelena Mazanik
Yelena Grigorievna Mazanik (en biélorusse : Алена Рыгораўна Мазанік, Aliena Ryhorawna Mazanik ; en russe : Елена Григорьевна Мазаник), née le 4 avril 1914 à Minsk, alors dans l'Empire russe – 7 avril 1996, Minsk, Biélorussie) est une résistante biélorusse de la Seconde Guerre mondiale. Elle est connue pour avoir assassiné le nazi Wilhelm Kube — responsable du Ghetto de Minsk et de sa liquidation — en plaçant une bombe sous son lit.

## Enfance
Mazanik est née le 2 mars 1914 dans une famille de paysans biélorusses dans le raïon de Poukhavitchy (gouvernement de Minsk, alors partie de l'Empire russe). Elle arrête l'école après seulement six classes en 1931 et commence à travailler comme serveuse dans le restaurant du Conseil des commissaires du peuple de Biélorussie. Elle se marie à Boleslav Antonovitch Tarletski, qui est un chauffeur et un employé du NKVD. En 1935, elle donne naissance à un fils mais il meurt à l'âge d'un an et demi. Après la naissance, elle est transférée à la salle de gym du Conseil des Commissaires du Peuple. En 1939, elle donne naissance à un second fils prématuré, qui ne survit pas. La même année, elle retourne à son ancien travail et redevient serveuse,.
Après l'invasion allemande de Minsk, Mazanik infiltre une unité de la Wehrmacht sous le pseudonyme de Galina, mais finit par devenir serveuse dans un restaurant et casino pour officiers allemands avant d'être recrutée pour travailler dans la maison de Wilhelm Kube en juin 1943,.

## Assassinat de Wilhelm Kube

### Plan et préparation
Au moment où Mazanik commence à travailler comme domestique au manoir de Kube, les partisans ont déjà planifié son assassinat. Après avoir reçu l'autorisation de Moscou, les détachements de partisans de la région de Minsk commencent à se préparer. Le 22 juillet 1943, ils font exploser une bombe dans un théâtre de Minsk, tuant environ 70 soldats allemands mais Kube a quitté le théâtre quelques minutes avant. Le 6 septembre 1943, après l'attaque d'un banquet d'officiers allemands où 36 hauts-fonctionnaires et officiers, mais Kube n'est pas présent pour des raisons inconnues.
Le 8 août 1943, Tatiana Kalita, une des servantes de Kube, présente Mazanik aux autres membres de son unité de partisans chargés de tuer Kube, dont Nadejda Troïan sous le pseudonyme de « Kanskaïa » et un homme nommé Artur sous le pseudonyme de « Diadi Koli ». Lors d'une réunion, Mazanik accepte de tuer Kube, en utilisant un explosif ou un poison, mais pas avant que sa sœur ne lui confirme l'identité de Maria Ossipova et de Nikolaï Pokhlebaïev, qui lui ont été présentés par Troïan. Avant de procéder à l'assassinat, des plans sont mis en place pour évacuer la famille de Mazanik loin de Minsk qui pourraient être victimes de représailles. Ossipova finit par confier à Mazanik une bombe et une capsule de poison au cas où elle serait capturée. À l'origine, ils prévoient d'empoisonner Kube avec de l'arsenic, mais Mazanik refuse car il y a des enfants dans la maison qui pourraient manger la nourriture empoisonnée,.

### Exécution de l'attentat
Dans la nuit du 21 septembre 1943, Mazanik, avec l'aide de sa sœur Valentina, allume la minuterie de la bombe et la règle sur 24 h. A 6 h 30 le lendemain matin, elle l'enveloppe dans un mouchoir et la place dans son sac à main avant de partir assister à une exécution. Pendant ce temps, Valentina et le reste de la famille emballent leurs affaires, les mettent dans une charrette et quittent Minsk pour rejoindre les forêts contrôlées par les partisans,.
Les gardes à l'entrée du manoir de Kube ne lui prêtent que peu d'attention, mais essaient quand même de voir ce qui se trouve sous le mouchoir dans son sac ; elle réussit à les empêcher de le soulever assez pour voir la bombe en leur disant qu'il s'agit d'un cadeau pour la femme de Kube, Anita. Après être entrée dans la maison, Mazanik se dirige vers la salle de bain et cache la bombe sous sa robe,.
A 10 h, Kube part pour son travail pendant que ses enfants les plus âgés partent à l'école. Anita et son plus jeune enfant partent faire des courses, ne laissant que Mazanik et une autre domestique dans la maison. Elle entre alors dans la chambre de Kube et place la petite bombe sous son lit, entre le matelas et les ressorts. Après ça, elle quitte la maison, prétextant devoir aller chez le médecin pour une rage de dents. À 1 h 20 du matin, la bombe explose avec 40 min d'avance, le tuant. Sa femme enceinte n'est pas blessée car elle ne dormait pas dans le lit. Un camion évacue Mazanik à Minsk et elle n'est pas appréhendée par les nazis, mais plus de 1 000 habitants de la ville sont forcés de creuser leur propre fosse commune avant d'être abattus en tant que punition collective de l'état-major allemand,,.
Tard dans la nuit du 12 octobre, tous les conspirateurs du complot sont envoyés à Moscou, et après avoir rédigé un rapport final de mission, les partisans sont interrogés par Vsevolod Merkoulov, Bogdan Koboulov et Fedor Kouznetsov à la Loubianka. Plus tard, elle apprend que le NKVD a voulu la tuer et accuser une autre femme d'assassin mais ils ne l'ont finalement pas fait. Le 29 octobre 1943, les trois principaux conspirateurs, Mazanik, Troïan et Ossipova reçoivent le titre de Héros de l'Union soviétique.

### Autres agences ayant revendiqué la responsabilité
Les agences de renseignements soviétiques ont assigné la tâche de tuer Kube à douze unités de partisans, dont plusieurs chefs ont supposé que les exécuteurs du complot étaient leurs membres à l'annonce de sa mort. Un des responsables d'une unité de partisans de Biélorussie, Stepan Kazantsev, affirme qu'un prisonnier du ghetto de Minsk, Leo Lieberman, a planté la bombe sous le lit de Kube. Bien que Lieberman travaille au manoir de Kube, les affirmations ne tiennent pas face aux questions. Un autre groupe de partisans, surnommé « les Vengeurs », affirme aussi être responsable et avance que Mazanik était membre de leur unité, mais cela est prouvé comme faux.

## Après-guerre
En 1946, elle rejoint le Parti communiste avant d'être diplômée de l'Institut pédagogique de Minsk en 1952. Elle travaille ensuite comme directrice adjointe de la bibliothèque principale de l'Académie des sciences de Biélorussie. Elle meurt le 7 avril 1996 et est enterrée au cimetière de l'Est de Minsk.